# Leversbach
Leversbach is een plaats in de Duitse gemeente Kreuzau, deelstaat Noordrijn-Westfalen, en telt 548 inwoners (1 juli 2018).

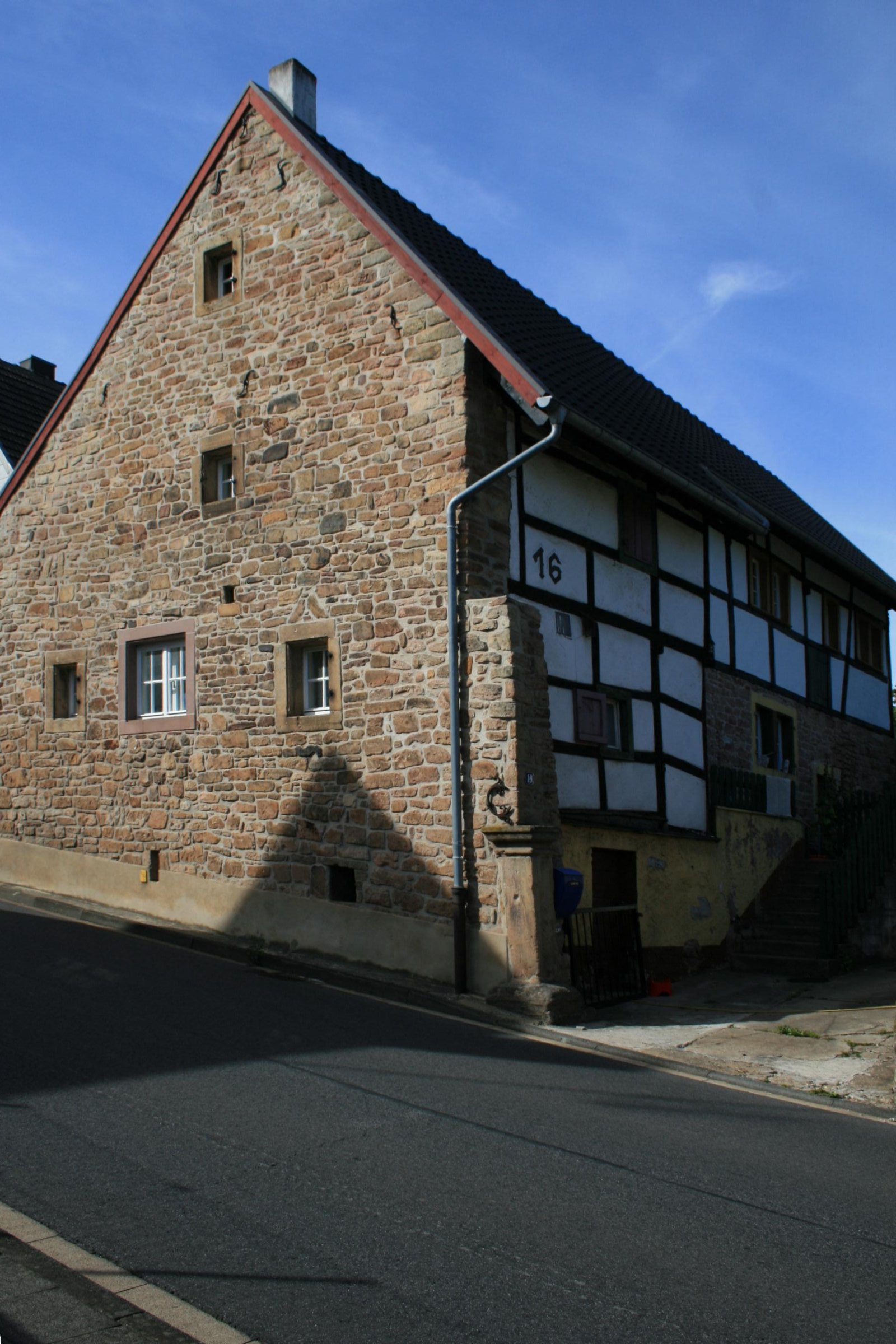
Vakwerkhuis te Leversbach, gebouwd rond 1700
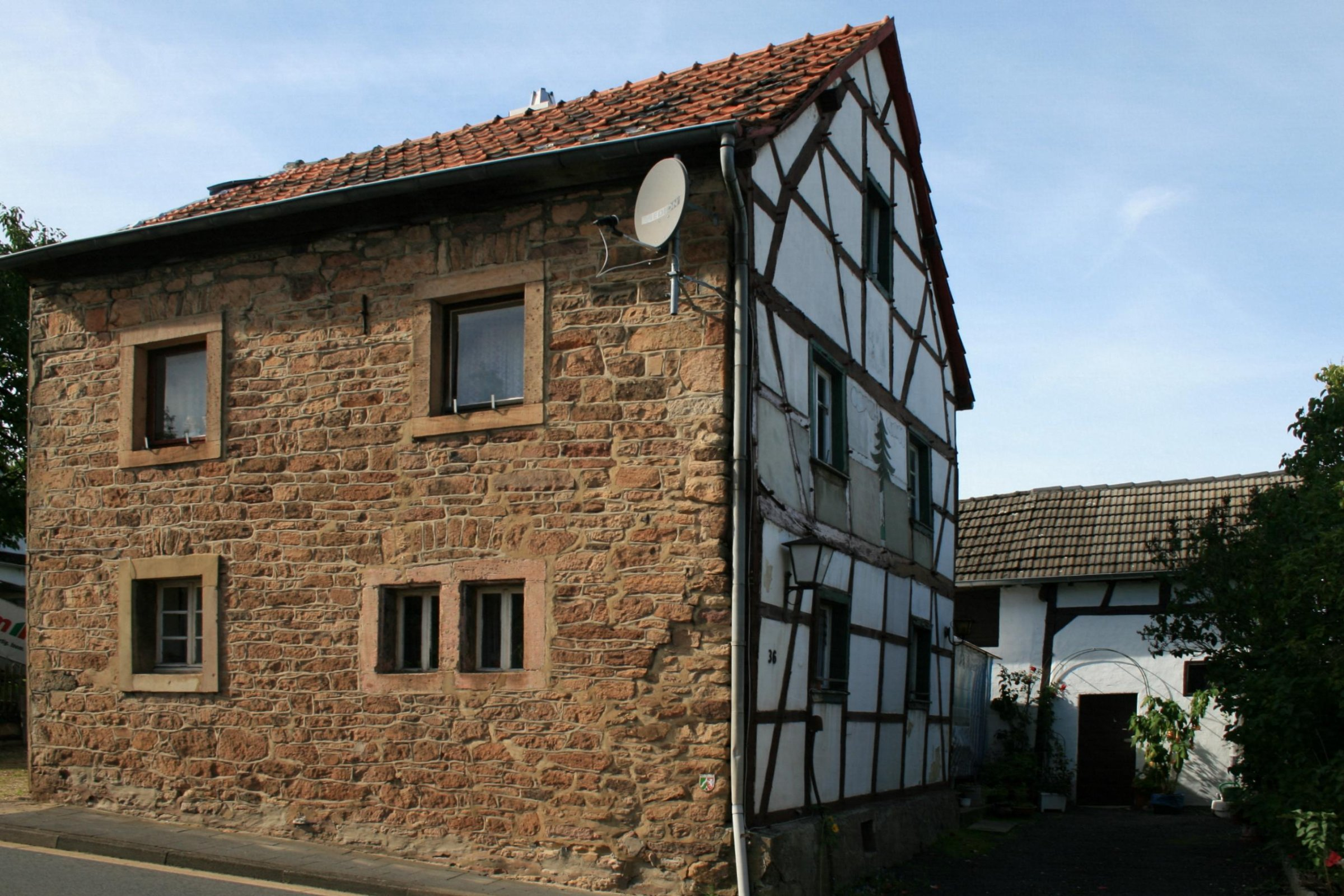
Idem (18e eeuw)